# David Armando Jiménez Sequeda
David Armando Jiménez Sequeda, es un jugador mexicano de fútbol, nacido en Tampico, Tamaulipas, México el 27 de agosto de 1984. Juega de mediocampista en el Altamira FC en la Liga de Ascenso de México. 

## Clubes
| Club             | País   | Año         |
| ---------------- | ------ | ----------- |
| Tampico Madero   | México | 2006 - 2009 |
| Lobos de la BUAP | México | 2010 - 2014 |
| Club Zacatepec   | México | 2014        |
| Altamira FC      | México | 2015 -      |

- Datos: Q5799807